# Operatory kreacji i anihilacji
Operatory kreacji i anihilacji – operatory liniowe wprowadzone przez Diraca do znalezienia rozwiązań równania Schrödingera dla oscylatora harmonicznego. Operatory te działają na stany własne operatora Hamiltona oscylatora w ten sposób, że operator kreacji dodaje jeden kwant energii do układu drgającego, a operator anihilacji odejmuje jeden kwant; jeżeli zaś operator anihilacji działa na najniższy stan, w jakim może być oscylator, to w wyniku daje 0.
Proste uogólnienie tych operatorów pozwoliło na przedstawienie pól bozonowych i fermionowych jako stanów kwantowych (w tzw. procesie drugiej kwantyzacji), gdzie operatory kreacji i anihilacji działają w przestrzeni Foka (Focka) na stany wielocząstkowe, zwiększając lub zmniejszając liczby cząstek pola. Dzięki temu udało się opisać procesy kreacji i anihilacji cząstek (np. proces emisji promieniowania przez atomy, proces anihilacji pary elektron – pozyton), co było nie do opisu w tzw. mechanice kwantowej pierwszej kwantyzacji (opartej na równaniach Schrödingera, Pauliego czy Diraca), gdzie liczby cząstek były stałe.
Przykładem jest kwantyzacja pola elektromagnetycznego – kwantami tego pola są fotony, które są bozonami.

## Operatory kreacji i anihilacji oscylatora harmonicznego
Operatory kreacji i anihilacji pojawiły się w fizyce z chwilą prób rozwiązania metodą algebraiczną zagadnienia ruchu oscylatora kwantowego.

### Definicja operatorów kreacji i anihilacji
Operatory kreacji i anihilacji pojedynczego kwantu (pola kwantowego lub układu drgającego, obracającego się itp.) definiujemy następująco:
{\displaystyle {\hat {a}}^{\dagger }|n\rangle ={\sqrt {n+1}}|n+1\rangle ,}
{\displaystyle {\hat {a}}|0\rangle =0,}
{\displaystyle {\hat {a}}|n\rangle ={\sqrt {n}}|n-1\rangle } dla {\displaystyle n\geqslant 1,}
gdzie:
{\displaystyle {\hat {a}}^{\dagger }} – operator kreacji,
{\displaystyle {\hat {a}}} – operator anihilacji.

### Przykład
1. Operator kreacji {\displaystyle {\hat {a}}^{\dagger }} transformuje
stan {\displaystyle |n\rangle } oscylatora o energii {\displaystyle E_{n}=\hbar \omega (1/2+n)}
do stanu {\displaystyle |n+1\rangle } o energii {\displaystyle E_{n+1}=\hbar \omega (3/2+n)=E_{n}+\hbar \omega ,}
czyli dodaje 1 kwant energii.
2. Operator anihilacji {\displaystyle {\hat {a}}} transformuje
stan {\displaystyle |n\rangle } o energii {\displaystyle E_{n}}
do stanu {\displaystyle |n-1\rangle } o energii {\displaystyle E_{n-1}=E_{n}-\hbar \omega ,}
czyli
  - odejmuje 1 kwant energii
  - lub zeruje funkcję falową, gdy działa na najniższy możliwy stan – stan {\displaystyle |0\rangle .}

### Wyrażenie dowolnego stanu przez operator kreacji
Dowolny stan {\displaystyle |n\rangle } pola kwantowego, zawierający n kwantów (lub stan układu oscylującego, obracającego się itp., zawierający n kwantów) można wyrazić za pomocą {\displaystyle n}-krotnego działania operatora kreacji na najniższy stan oscylatora {\displaystyle |0\rangle {:}}
{\displaystyle |n\rangle ={\frac {1}{\sqrt {n!}}}(a^{\dagger })^{n}|0\rangle .}
W przypadku pól kwantowych stan {\displaystyle |0\rangle } nazywa się stanem próżni. Operatory kreacji i anihilacji wykorzystuje się w przedstawieniu stanów pół kwantowych (patrz drugi rozdział).

### Działanie operatorów na stany sprzężone
{\displaystyle \langle n|{\hat {a}}=\langle n+1|{\sqrt {n+1}},}
{\displaystyle \langle n|{\hat {a}}^{\dagger }=\langle n-1|{\sqrt {n}}.}

### Reguły komutacji
{\displaystyle [{\hat {a}},{\hat {a}}]=[{\hat {a}}^{\dagger },{\hat {a}}^{\dagger }]=0,}
{\displaystyle [{\hat {a}},{\hat {a}}^{\dagger }]=1,}
gdzie:
{\displaystyle [A,B]=AB-BA} – komutator.

### Reprezentacja macierzowa
Stany {\displaystyle |n\rangle } są wzajemnie ortogonalne – można wybrać je na bazę przestrzeni Hilberta. Bazę tą nazywa się bazą liczby cząstek.
Operatory kreacji i anihilacji w tej bazie mają następujące reprezentacje:
{\displaystyle a^{\dagger }={\begin{pmatrix}0&0&0&\dots &0&\dots \\{\sqrt {1}}&0&0&\dots &0&\dots \\0&{\sqrt {2}}&0&\dots &0&\dots \\0&0&{\sqrt {3}}&\dots &0&\dots \\\vdots &\vdots &\vdots &\ddots &\vdots &\dots \\0&0&0&\dots &{\sqrt {n}}&\dots &\\\vdots &\vdots &\vdots &\vdots &\vdots &\ddots \end{pmatrix}}}
oraz
{\displaystyle a={\begin{pmatrix}0&{\sqrt {1}}&0&0&\dots &0&\dots \\0&0&{\sqrt {2}}&0&\dots &0&\dots \\0&0&0&{\sqrt {3}}&\dots &0&\dots \\0&0&0&0&\ddots &\vdots &\dots \\\vdots &\vdots &\vdots &\vdots &\ddots &{\sqrt {n}}&\dots \\0&0&0&0&\dots &0&\ddots \\\vdots &\vdots &\vdots &\vdots &\vdots &\vdots &\ddots \end{pmatrix}}}
Elementy {\displaystyle a_{mn}^{\dagger }} macierzy operatora {\displaystyle a^{\dagger }} wyznacza się obliczając działania operatora na stany bazowe, tj.
{\displaystyle a_{nm}^{\dagger }=\langle n\mid a^{\dagger }\mid m\rangle }
i podobnie dla operatora {\displaystyle a}
{\displaystyle a_{nm}=\langle n\mid a\mid m\rangle .}
Dowód.
1) Dla operatora kreacji obliczamy:
{\displaystyle a_{nm}^{\dagger }=\langle n\mid a^{\dagger }\mid m\rangle ={\sqrt {m+1}}\langle n|m+1\rangle ={\sqrt {m+1}}\,\delta _{n,m+1}}
Wyrazy niezerowe otrzymamy tylko gdy {\displaystyle m=n-1,} czyli niezerowe są wyrazy
{\displaystyle a_{n\,n-1}^{\dagger }={\sqrt {n}}}
Czyli różne od zera są wyrazy: {\displaystyle a_{1\,0}^{\dagger }={\sqrt {1}},a_{2\,1}^{\dagger }={\sqrt {2}},a_{3\,2}^{\dagger }={\sqrt {3}},\dots ,} cnd.
2) Analogicznie dowodzi się dla operatora anihilacji.

## Operatory kreacji i anihilacji w kwantowaniu pól
W klasycznej fizyce odróżnia się ciała materialne i pola fizyczne. Typowym przykładem pola jest pole elektromagnetyczne (lub pole grawitacyjne, jądrowe itp.). W kwantowej teorii pola wszystkie cząstki traktuje się jako pewne pola fizyczne, podobnie jak pole elektromagnetyczne czy grawitacyjne. Różnica jest taka, że w klasycznej fizyce uznawano, że pola mogą przyjmować dowolne energie. Eksperymenty pokazały jednak, że każda monochromatyczna fala elektromagnetyczna jest skwantowane, tzn. może mieć tylko skokowe wartości energii (np. zjawisko fotoelektryczne). Co do pola grawitacyjnego nie ma jasności na temat jego kwantowania. Podobnie, układ fizyczny złożony z tego samego rodzaju cząstek (np. elektronów, protonów) może występować wyłącznie w postaci zbioru zawierającego całkowitą nieujemną liczbę cząstek.
W opisie teoretycznym uwzględnia się tę własność, dokonując tzw. drugiej kwantyzacji. Operatory kreacji i anihilacji pozwalają przedstawić pola fizyczne w postaci superpozycji stanów o różnych liczbach cząstek, działając w przestrzeni Foka (Focka) na stany wielocząstkowe:
- {\displaystyle {\hat {a}}^{\dagger }} – operator kreacji transformuje stany z przestrzeni {\displaystyle n} cząstkowej do {\displaystyle n+1} cząstkowej,
- {\displaystyle {\hat {a}}} – operator anihilacji transformuje stany z przestrzeni {\displaystyle n} cząstkowej do {\displaystyle n-1} cząstkowej lub zeruje funkcję falową – jeśli operator ten działał na stan próżni,

przy czym odróżnia się operatory bozonowe – działają na bozony oraz operatory fermionowe – działają na fermiony.

### Reguły komutacyjne
Istnieją dwie reguły definiujące operatory kreacji i anihilacji.
Reguła antykomutacyjna Jordana-Wignera definiująca operatory dla fermionów:
{\displaystyle \{{\hat {a}}_{i},{\hat {a}}_{j}\}=\{{\hat {a}}_{i}^{\dagger },{\hat {a}}_{j}^{\dagger }\}=0,}
{\displaystyle \{{\hat {a}}_{i},{\hat {a}}_{j}^{\dagger }\}=\delta _{ij},}
gdzie:
{\displaystyle \{A,B\}=AB+BA} – tzw. antykomutator.
Reguła komutacyjna Bosego definiująca operatory dla bozonów:
{\displaystyle [{\hat {a}}_{i},{\hat {a}}_{j}]=[{\hat {a}}_{i}^{\dagger },{\hat {a}}_{j}^{\dagger }]=0,}
{\displaystyle [{\hat {a}}_{i},{\hat {a}}_{j}^{\dagger }]=\delta _{ij}.}

### Wyrażenie dowolnego stanu pola przez operator kreacji
Definiując zbiór operatorów kreacji i anihilacji, wraz z odpowiednimi relacjami komutacji (antykomutacji) i stanem próżni, otrzymujemy zbiór stanów wielocząstkowych. Stan o określonej liczbie cząstek {\displaystyle |n_{1},n_{2},\dots ,\rangle } otrzymuje się jako wynik działania operatorów kreacji {\displaystyle (a_{1}^{\dagger })^{n_{1}}\cdot (a_{2}^{\dagger })^{n_{2}}\dots } na stan próżni {\displaystyle |0_{1},0_{2},\dots \rangle } w ten sposób że np.
{\displaystyle |n_{1}\rangle ={\frac {1}{\sqrt {n_{1}!}}}(a^{\dagger })^{n_{1}}|0\rangle } itd.,
przy czym jeżeli {\displaystyle |n_{1}\rangle } oznacza stan bozonowy, to w powyższym wzorze występuje operator kreujący bozony, gdy zaś jest to stan fermionowy – to mamy tam operator kreujący fermiony. Pełny obraz, jaki daje kwantowa teoria pola, uwzględnia dodatkowo, że operatory pola są scharakteryzowane przez inne liczby kwantowe, np. przez spin, z jakim kreują cząstki.
Np. dla opisu stanu elektronu w atomie wodoru mamy zespół 4 liczb kwantowych, czyli
{\displaystyle i\equiv (n,l,m_{l},m_{s}),}
gdzie: {\displaystyle n} – główna liczba kwantowa, {\displaystyle l} – liczba kwantowa orbitalnego momentu pędu, {\displaystyle m_{l}} – liczba kwantowa rzutu orbitalnego momentu pędu na wybrany kierunek, {\displaystyle m_{s}} – liczba kwantowa rzutu spinowego momentu pędu na wybrany kierunek (liczba spinowa dla elektronów wynosi zawsze {\displaystyle s=1/2}). Dlatego np. operator kreacji elektronu w danym stanie w atomie wodoru ma postać
{\displaystyle a_{i}^{\dagger }\equiv a_{n,l,m_{l},m_{s}}^{\dagger }}
Elektron może być w superpozycji stanów – wtedy operator kreujący taki stan jest kombinacją liniową operatorów {\displaystyle a_{i}^{\dagger },a_{j}^{\dagger },\dots }

### Operator liczby cząstek układu kwantowego
Operatory kreacji i anihilacji zmieniają liczbę cząstek układu kwantowego. Operator całkowitej liczby cząstek ma postać
{\displaystyle N=\sum _{i}n_{i}=\sum _{i}a_{i}^{\dagger }a_{i},}
gdzie indeksy {\displaystyle i} reprezentują liczby kwantowe. Indeksy te odróżniają różne możliwe stany układu, zgodnie z tym, co opisano wyżej.